# جد حفص
شهر جدحفص (به عربی: جدحفص) در جدحفص در کشور بحرین واقع شده‌است. جمعیت این شهر ۳۱٫۷۳۵ نفر است.